# ウィリアム・フェレル
ウィリアム・フェレル（William Ferrel、1817年1月29日 - 1891年9月18日）は、アメリカ合衆国の気象学者、海洋学者。家が貧しかったので農業に従事するかたわら独学で勉強し、マーシャル大学（w:Marshall University）に入学したが学費の理由から退学、後にベサニー大学 (w:Bethany University) に移り1844年に卒業した。合衆国沿岸測量局などに勤務し理論気象学に数々の業績がある。
海洋学方面では潮汐の研究を行い、また独自の検潮器を発明した。